# Frantz Mathieu
Frantz Mathieu (ur. 23 grudnia 1952 w Acul-du-Nord) – haitański piłkarz występujący na pozycji obrońcy.

## Kariera klubowa
Mathieu karierę rozpoczynał w zespole Racing Club Haïtien. W 1978 roku przeszedł do niemieckiego FC St. Pauli, grającego w 2. Bundeslidze (grupa Nord). Zadebiutował w niej 17 grudnia 1978 w przegranym 0:1 meczu z Preußen Münster. W St. Pauli spędził sezon 1978/1979. W 1980 roku został zawodnikiem amerykańskiego Chicago Sting. W 1981 roku zdobył z nim mistrzostwo ligi. W Sting grał do 1982 roku.
Następnie Mathieu występował w Montrealu Manic i w Chicago Sting, a także w indoorowych drużynach Tampa Bay Rowdies, Chicago Sting oraz Baltimore Blast. W 1988 roku zakończył karierę.

## Kariera reprezentacyjna
W reprezentacji Haiti Mathieu grał w latach 1976–1981.